# Amaurobius geminus
Amaurobius geminus är en spindelart som beskrevs av Thaler och Knoflach 2002. Amaurobius geminus ingår i släktet Amaurobius och familjen mörkerspindlar. Inga underarter finns listade i Catalogue of Life.